# Lodovico Pelli
Pour les articles homonymes, voir Pelli.
Lodovico Pelli, né le 24 août 1814 à Reggio d'Émilie et mort le 11 janvier 1876 à Modène, est un graveur et miniaturiste néo-classique italien du XIXe siècle.  

## Biographie
Lodovico Pelli naît en 1814 à Reggio d'Émilie et devient élève de Prospero Minghetti, Giovanni Rocca et Pietro Anderloni à l'Académie des beaux-arts de Modàne (it). Il est par la suite graveur et occupe un poste de professeur à la même académie. Il se spécialise au burin, mais effectue aussi des miniatures à la peinture.

## Œuvres
Liste non-exhaustive de ses œuvres :
- Agostino Cagnoli, burin sur papier, d'après l'original de Domenico Pellizzi, 11,3 × 11,5 cm, XIXe siècle, Ville de Reggio d'Émilie[3],[4] ;
- Ritratto di Andrea Doria, eau-forte, 26,8 × 18,4 cm, 1837, Archivio della comunicazione (Venise)[5]

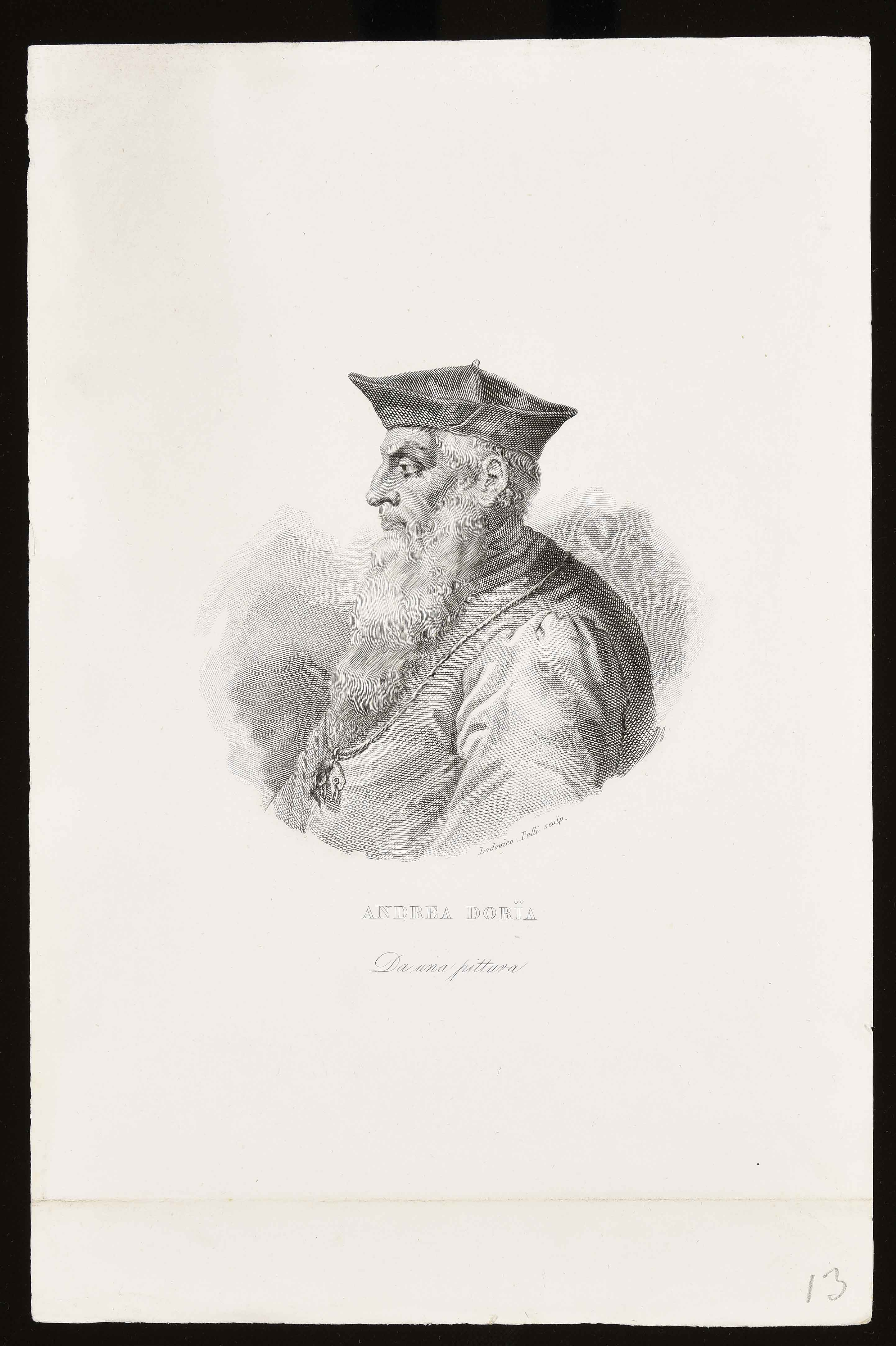
Andrea Doria 1837, bibliothèque communale de Trento (it).
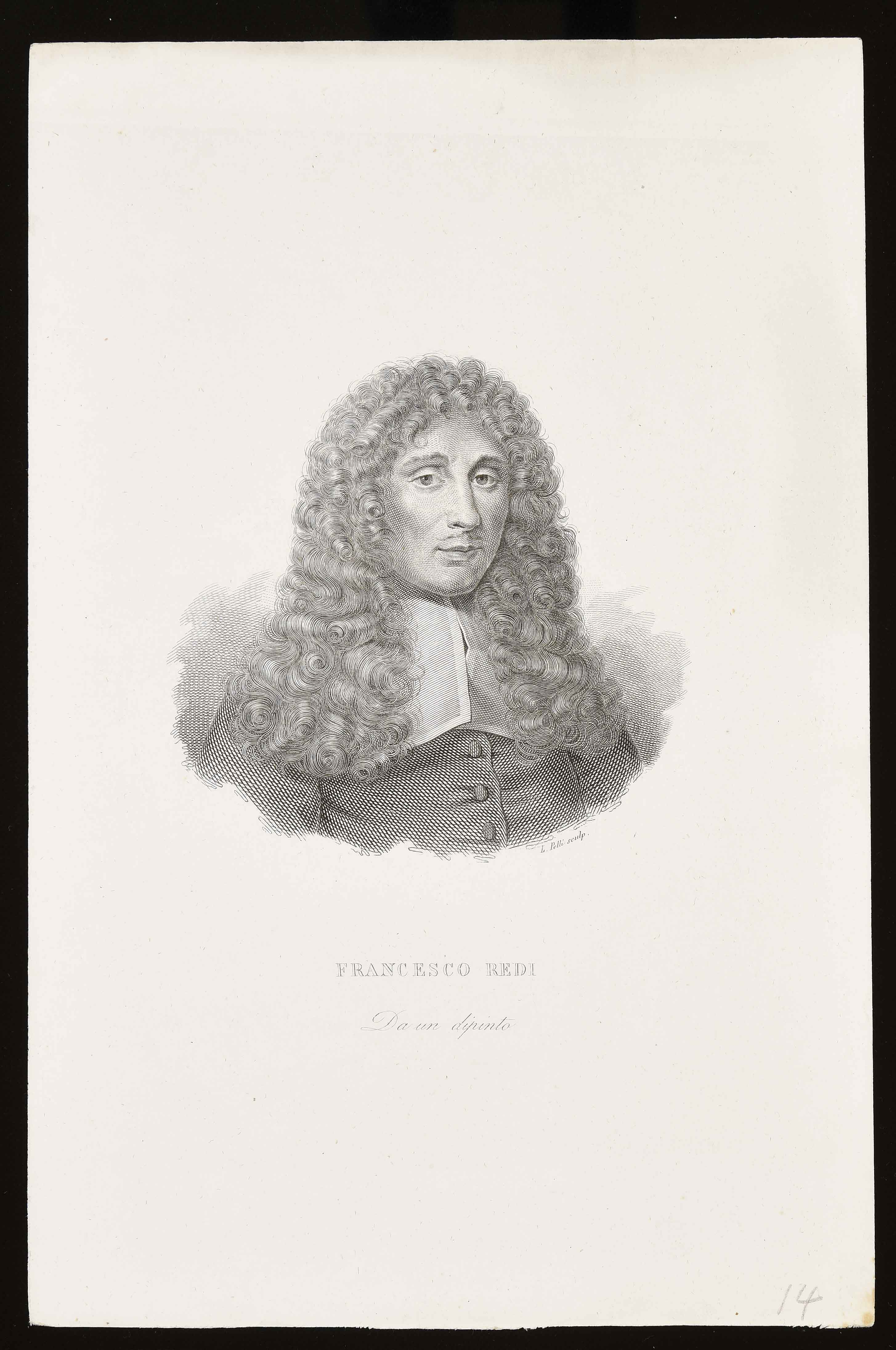
Francesco Redi 1837, bibliothèque communale de Trento.